# National Counterterrorism Center
Il National Counterterrorism Center (noto con l'acronimo di NCTC) è un'organizzazione del governo degli Stati Uniti d'America preposto al coordinamento di tutte le attività nazionali e internazionali in materia di anti-terrorismo. Svolge anche una funzione di consulenza generale in favore del governo federale.

## Storia
È il successore di un altro organismo analogo, il Terrorist Threat Integration Center (TTIC), istituito dal presidente George W. Bush per fronteggiare la minaccia palesatasi con i noti fatti dell'11 settembre 2001.
Nel 2004 ha assunto la denominazione attuale, ed è stato posto alle dipendenze dell'United States Director of National Intelligence.

## Compiti
- Analisi di intelligence relativa al terrorismo (ad eccezione dei fatti di pura rilevanza interna)
- Immagazzinamento delle informazioni sul terrorismo
- Sostegno alle attività governative specifiche mediante la information technology
- Pianificazione pratica delle azioni antiterroristiche, nel quadro degli indirizzi generali impartiti dal Presidente degli Stati Uniti, dal National Security Council e dall'Homeland Security Council.
- Fornitura di informazioni sul terrorismo alla intelligence community (IC)
- Redazione di dettagliati rapporti contenenti liste di terroristi, dei relativi gruppi ed azioni svolte dai medesimi in tutto il mondo
- Appoggio alla reazione contro il terrorismo
- Redazione di documenti ufficiali ad uso della dirigenza politica

## Direttori
- John O. Brennan (ad interim) (27 agosto 2004 – 1° agosto 2005)
- Ex viceammiraglio John Scott Redd (1° agosto 2005 – 10 novembre 2007)
- Michael E. Leiter (ad interim) (10 novembre 2007 – 12 giugno 2008)
- Michael E. Leiter (12 giugno 2008 – 8 luglio 2011)
- Matthew G. Olsen (16 agosto 2011 – luglio 2014)
- Nicholas Rasmussen (18 dicembre 2014 – 24 dicembre 2017)
- Russell Travers (ad interim) (24 dicembre 2017 – 27 dicembre 2018)
- Joseph Maguire (27 dicembre 2018 – 15 agosto 2019)
- Russell Travers (ad interim) (16 agosto 2019 – 18 marzo 2020)
- Lora Shiao (ad interim) (3 aprile 2020 – 10 agosto 2020)
- Christopher C. Miller (10 agosto 2020 – 9 novembre 2020)
- Steve Vanech (ad interim) (10 novembre 2020 – 29 giugno 2021)
- Christine Abizaid (29 giugno 2021 – 5 luglio 2024)
- Brett Holmgren (ad interim) (5 luglio 2024 – 20 gennaio 2025)
- Don Holstead (ad interim) (20 gennaio 2025 – 9 maggio 2025)
- Joe Kent (31 luglio 2025 – in carica)

## Vicedirettori
- Arthur M. Cummings (2004–05)
- Kevin R. Brock (2005–07)
- Michael E. Leiter (2007–08)
- Geoff O'Connell (2008–2011)
- Andrew Liepman (2011–2012)
- Nicholas J. Rasmussen (2012–2014)
- L. Joseph Camilleri (2016–2017)
- John J. Mulligan
- Lora Shiao (3 aprile 2020 – ottobre 2020)
- Steve Vanech (ad interim) (10 novembre 2020 – marzo 2024)
- Don Holstead (marzo 2024 – 9 maggio 2025)
- Kelton Jago (maggio 2025 – in carica)